# Bolondo (Äquatorialguinea)
Bolondo ist ein Ort in der Provinz Litoral in Äquatorialguinea. Er liegt an der Mündung des Mbini.

## Geographie
Der Ort liegt am Nordufer des Mbini, gegenüber der Stadt Mbini. Eine Brücke und Fährverbindungen verbinden den Ort mit der Stadt. Er ist ein Ausgangspunkt für die Verkehrsroute nach Norden, nach Bata und nach Luango an der Küste.
Im Hinterland liegt die Siedlung Aman. Im Norden schließt sich Izaguirre an.

## Klima
Nach dem Köppen-Geiger-System zeichnet sich Bolondo durch ein tropisches Klima mit der Kurzbezeichnung Am aus.